# Palazzo Bonacolsi

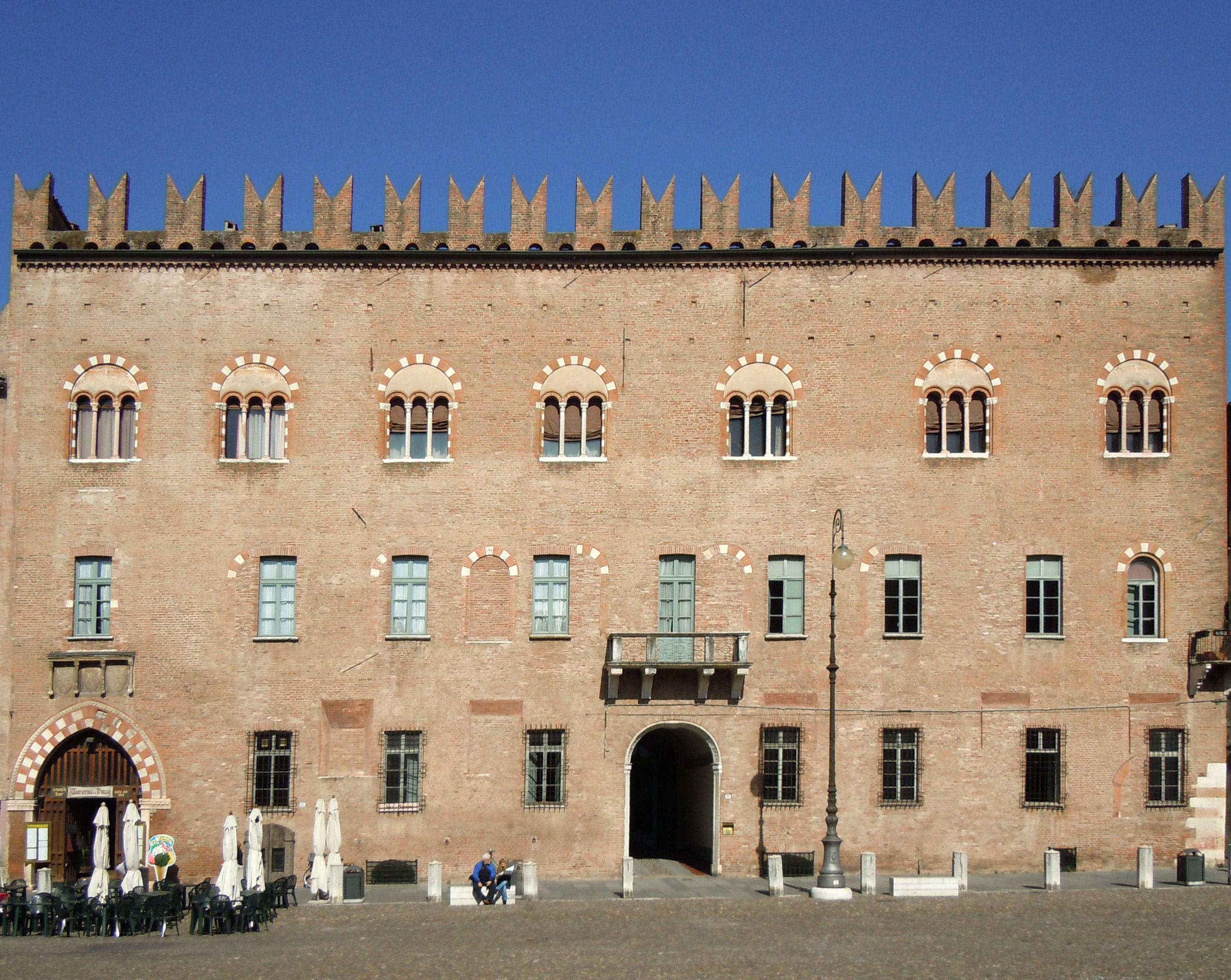
Palazzo Bonacolsi, Blick auf die Piazza Sordello

Der Palazzo Bonacolsi oder auch Palazzo Bonacolsi-Castiglioni ist ein historischer Palazzo in Mantua, der sich auf der Piazza Sordello, gegenüber dem Palazzo Ducale, befindet.

## Geschichte
Der vollständig aus Mauerziegeln gefertigte und von Schwalbenschwanzzinnen gekrönte Palast wurde Ende des 13. Jahrhunderts von Pinamonte dei Bonacolsi auf einem von Rolandino de Pacis erworbenen Grundstück errichtet, der ihn zur Residenz seiner mächtigen Familie machte. Pinamonte erwarb und flankierte den Palast mit anderen angrenzenden Gebäuden der civitas vetus, darunter der Torre della Gabbia, Symbol der Macht der Bonacolsi. Den prestigeträchtigsten Palast vermachte der Vater seinem zweitgeborenen Sohn Bardellone dei Bonacolsi, seinem Nachfolger in der Regierung der Stadt. Die Familie Bonacolsi regierte Mantua während des 13. Jahrhunderts, bis am 16. August 1328 der letzte Bonacolsi, Rinaldo dei Bonacolsi, während einer Revolte gestürzt wurde, die von Luigi I. Gonzaga unterstützt wurde, der die Macht ergriff.
Ab 1328 ging der Palast in den Besitz von Luigi I. Gonzaga über, dem Hauptmann des Volkes von Mantua. Er ging an den Markgrafen Gianfrancesco I. Gonzaga über, der ihn seinem Sohn Alessandro Gonzaga schenkte, der, als er kinderlos starb, ihn seinem Bruder Ludovico III. Gonzaga vermachte. Von 1479 bis 1487 war es die Stadtresidenz der Gräfin von Rodigo Antonia del Balzo, Gemahlin von Gianfrancesco Gonzaga, dem Gründer der Linie der Gonzaga aus Sabbioneta und Bozzolo.
Der Palazzo Bonacolsi wird heute „Palazzo Castiglioni“ genannt, nach der Familie, die ihn zu Beginn des 19. Jahrhunderts von den Grafen Bevilacqua erwarb. Die Castiglioni war eine der wichtigsten Adelsfamilien der Lombardei seit dem 10. Jahrhundert. Die meisten Mitglieder hatten ihren Wohnsitz in Mailand: der mantuanische Zweig wurde im Jahre 1440 von Baldassarre Castiglione (1414–1478), dem Großvater des gleichnamigen Autors des Buches Il Libro del Cortegiano, dem diplomatisch-literarischen Baldassare Castiglione (1478–1529), gegründet. Im Erdgeschoss befindet sich die ursprüngliche Eingangstür mit einem großen zweifarbigen Spitzbogen, der mit Schilden mit dem Wappen der Bonacolsi verziert ist.
Zum Bauwerk gehört auch der mächtige Torre dei Bonacolsi, der sich in der angrenzenden Gasse befindet und von Pinamonte Bonacolsi um 1280 zum Schutz der Paläste der Familie an der Piazza San Pietro in der civitas vetus errichtet wurde.

## Bilder

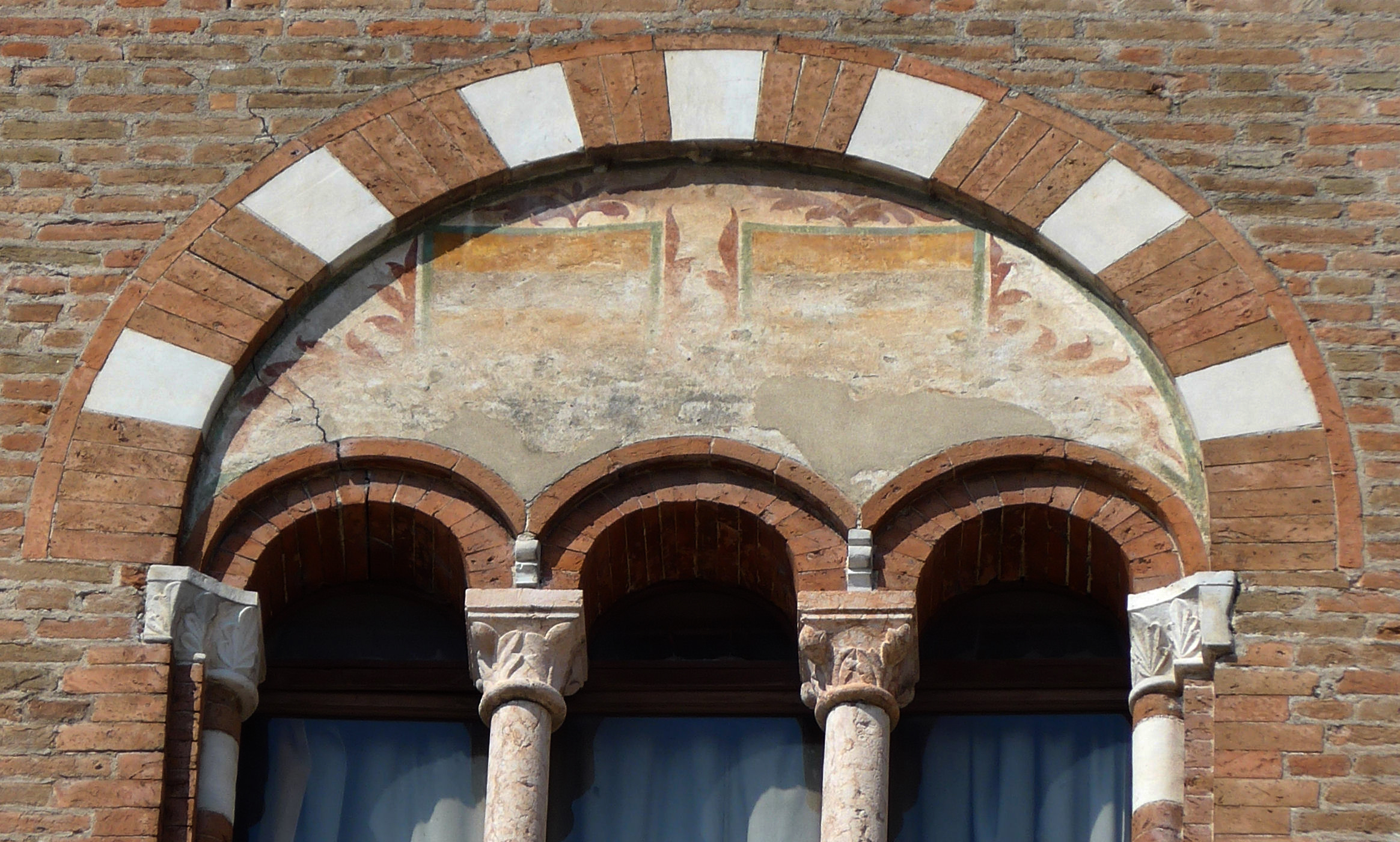
Triforium des Palazzo Bonacolsi mit den Familienwappen
Das Wappen der Bonacolsi
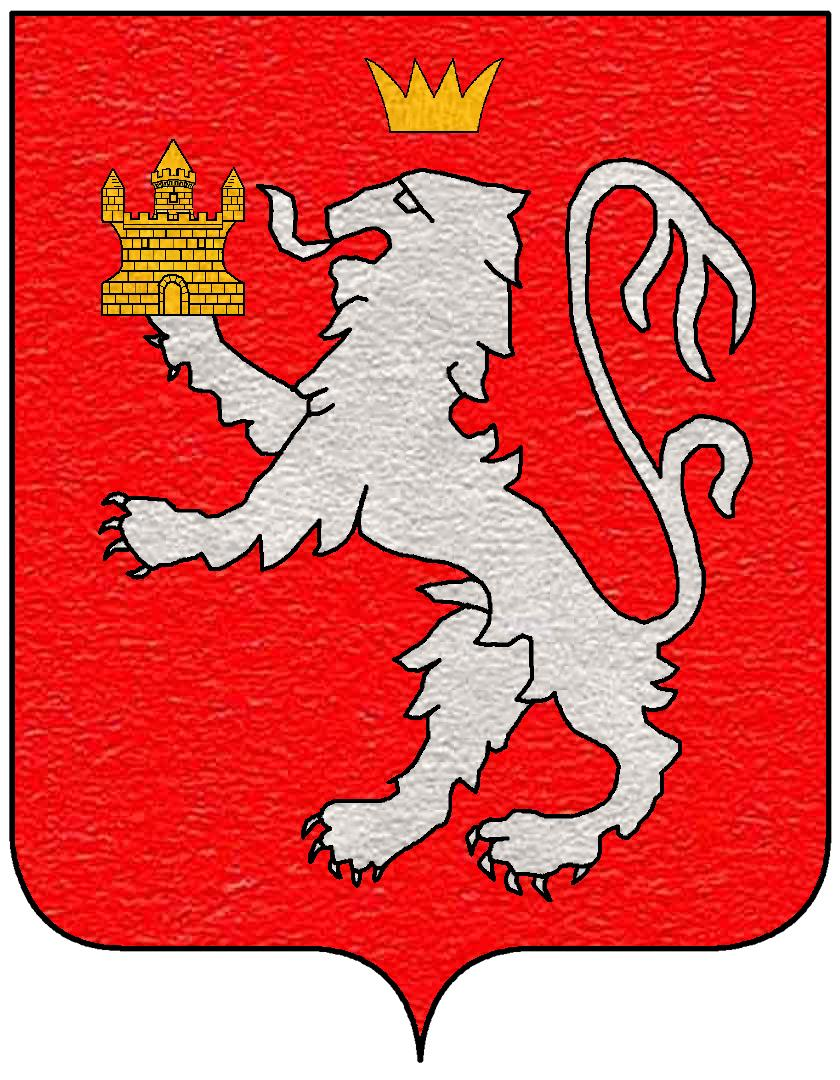
Das Wappen der Castiglioni
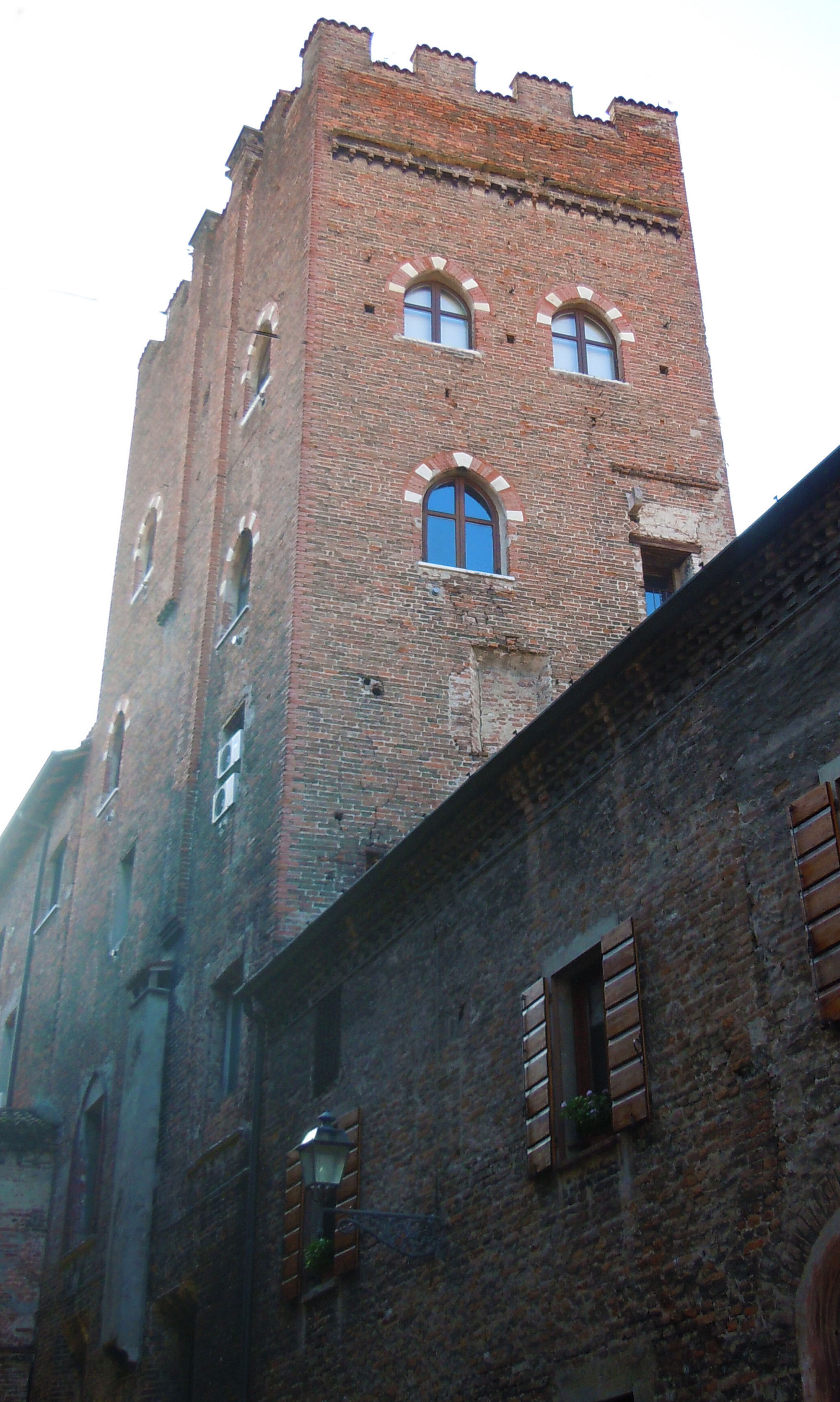
Torre dei Bonacolsi